# Losacio
Losacio ist ein nordwestspanischer Ort und eine Gemeinde (municipio) mit nur noch 89 Einwohnern (Stand: 2024) im Zentrum der Provinz Zamora in der Autonomen Gemeinschaft Kastilien-León. 

## Lage und Klima
Losacio liegt am westlichen Rand der Kastilischen Hochebene (Meseta Iberica) in einer Höhe von ca. 755 m. Die Provinzhauptstadt Zamora ist gut 33 km (Fahrtstrecke) in südöstlicher Richtung entfernt. Das gemäßigte Kontinentalklima wird nur selten vom Atlantik beeinflusst; Regen (539 mm/Jahr) fällt vorwiegend im Winterhalbjahr.

## Bevölkerungsentwicklung
| Jahr      | 1970 | 1981 | 1991 | 2001 | 2011 | 2021 |
| Einwohner | 432  | 266  | 191  | 148  | 128  | 90   |

## Sehenswürdigkeiten
- Peterskirche in Losacio
- Marienkapelle

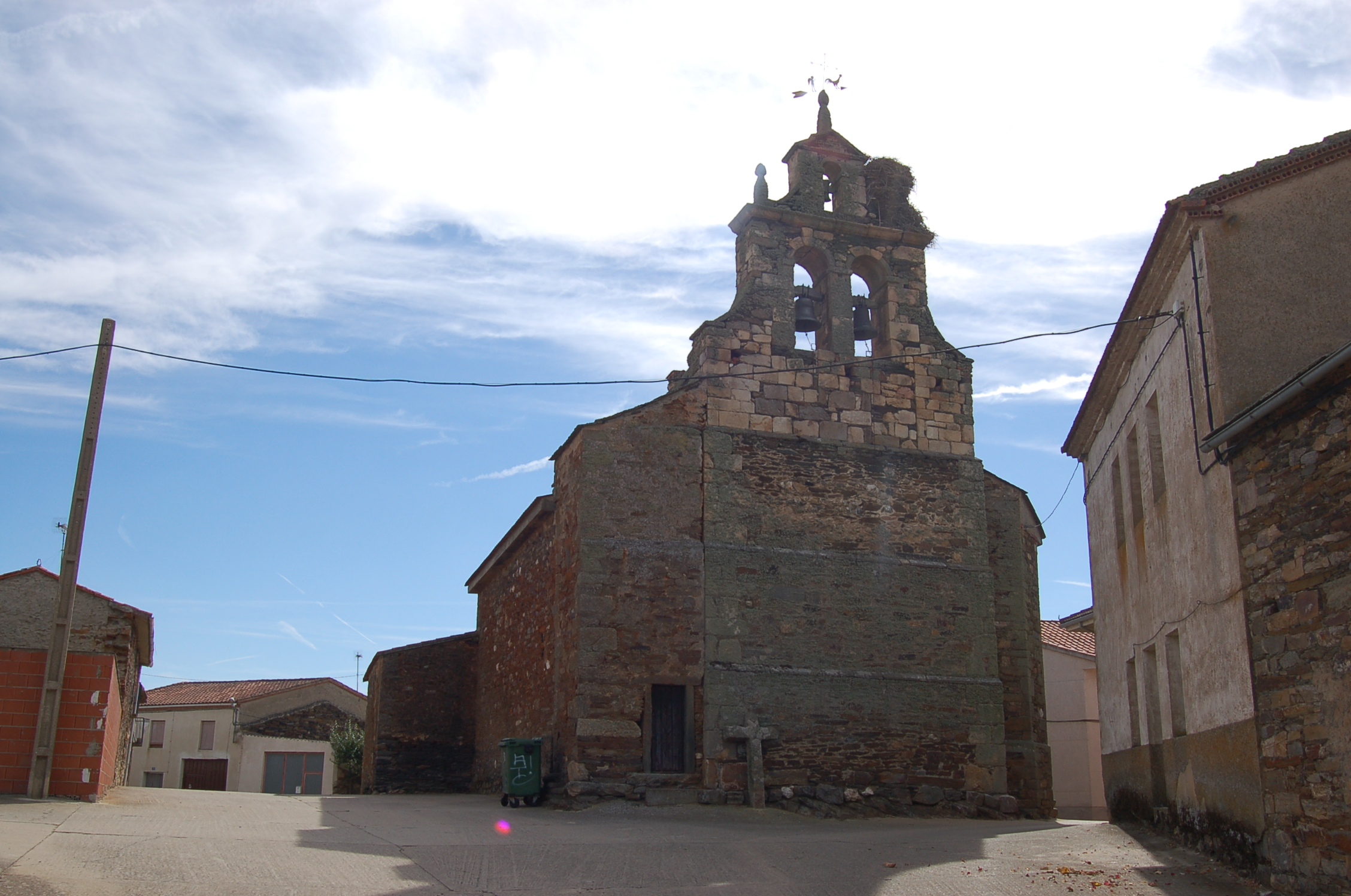
Peterskirche
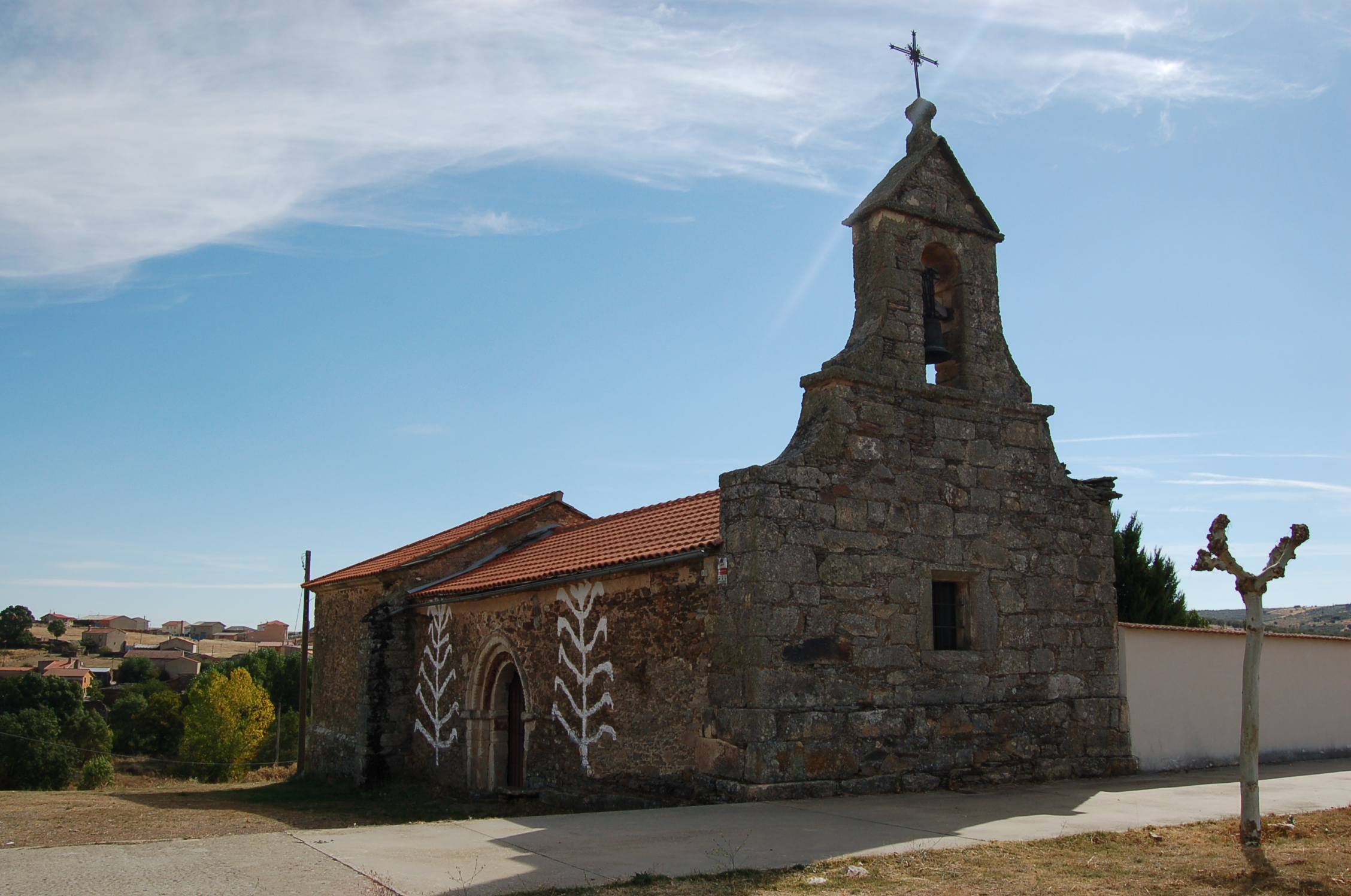
Marienkapelle
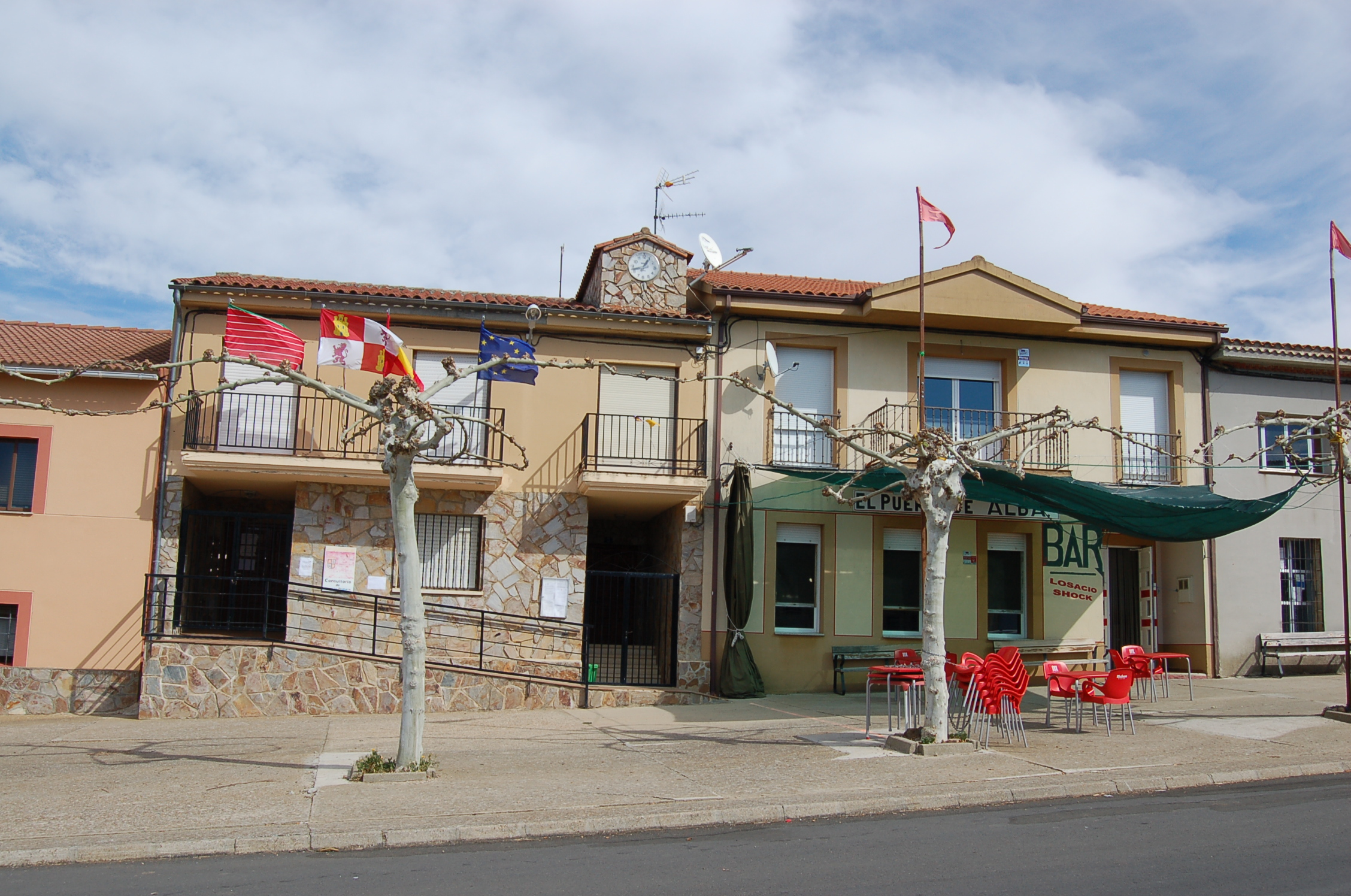
Rathaus